# Vincy-Reuil-et-Magny
Vincy-Reuil-et-Magny ist eine französische Gemeinde mit 103 Einwohnern (Stand 1. Januar 2022) im Département Aisne in der Region Hauts-de-France (vor 2016 Picardie). Sie gehört zum Arrondissement Vervins, zum Kanton Vervins und zum Gemeindeverband Portes de la Thiérache.

## Lage
Die Gemeinde Vincy-Reuil-et-Magny liegt in der Thiérache am Fluss Serre, 20 Kilometer südöstlich von Vervins. Nachbargemeinden von Vincy-Reuil-et-Magny sind Renneval im Nordwesten und Norden, Sainte-Geneviève im Nordosten und Osten, Soize im Südosten, Montcornet im Süden, Lislet im Südwesten sowie Chaourse im Westen.

## Geschichte
Die bis dahin eigenständigen Dörfer Vincy, Reuil und Magny wurden 1792 zur Gemeinde Vincy-Reuil-et-Magny vereinigt. Die Gemeinde wurde am 1. Januar 2017 durch Erlass der Präfektur aus dem Arrondissement Laon in das Arrondissement Vervins eingegliedert.

### Bevölkerungsentwicklung
| Jahr                       | 1962 | 1968 | 1975 | 1982 | 1990 | 1999 | 2006 | 2016 | 2022 |
| Einwohner                  | 204  | 170  | 190  | 149  | 140  | 144  | 132  | 117  | 103  |
| Quellen: Cassini und INSEE |      |      |      |      |      |      |      |      |      |

## Sehenswürdigkeiten

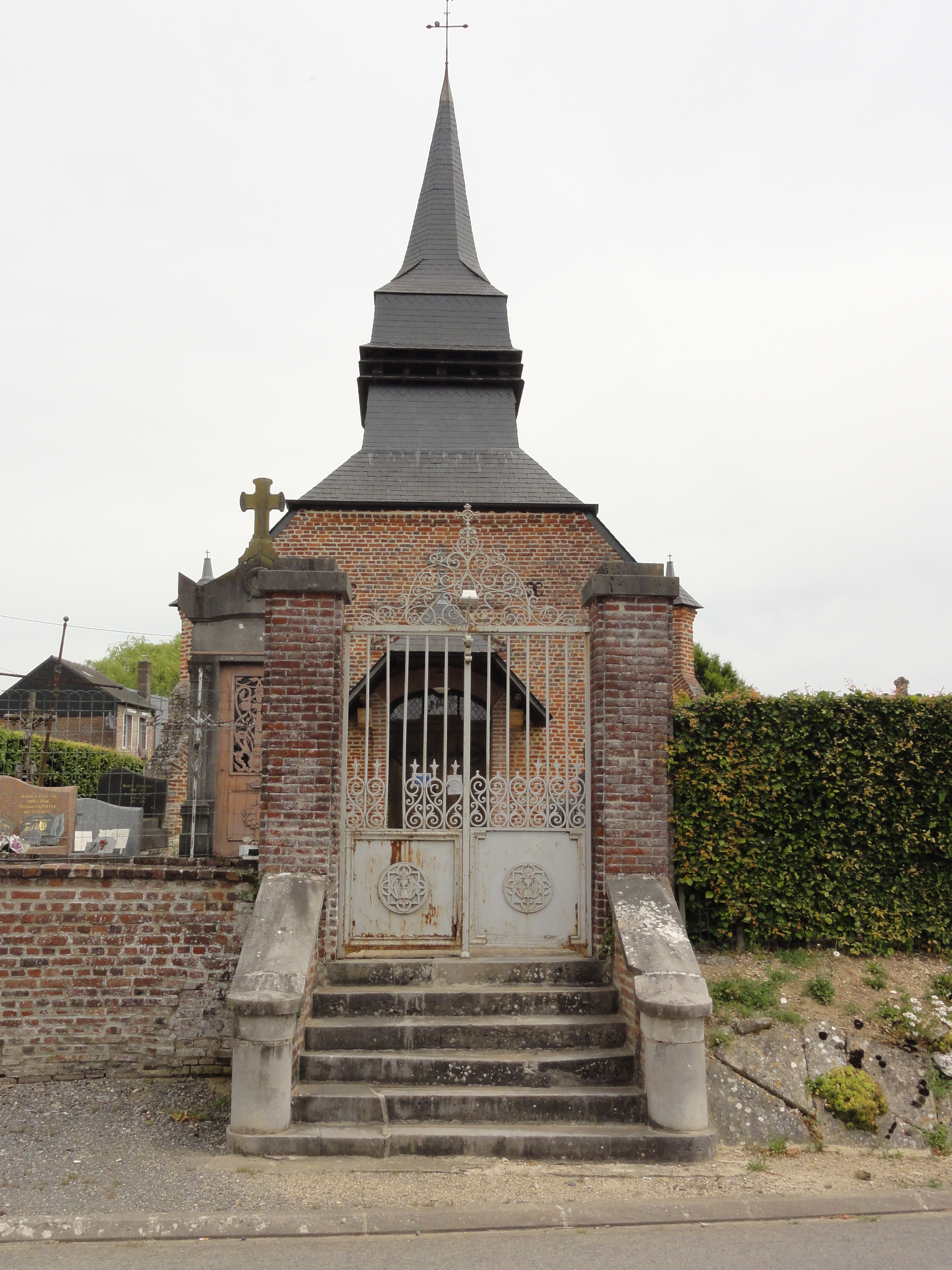
Kirche Saint-Léger
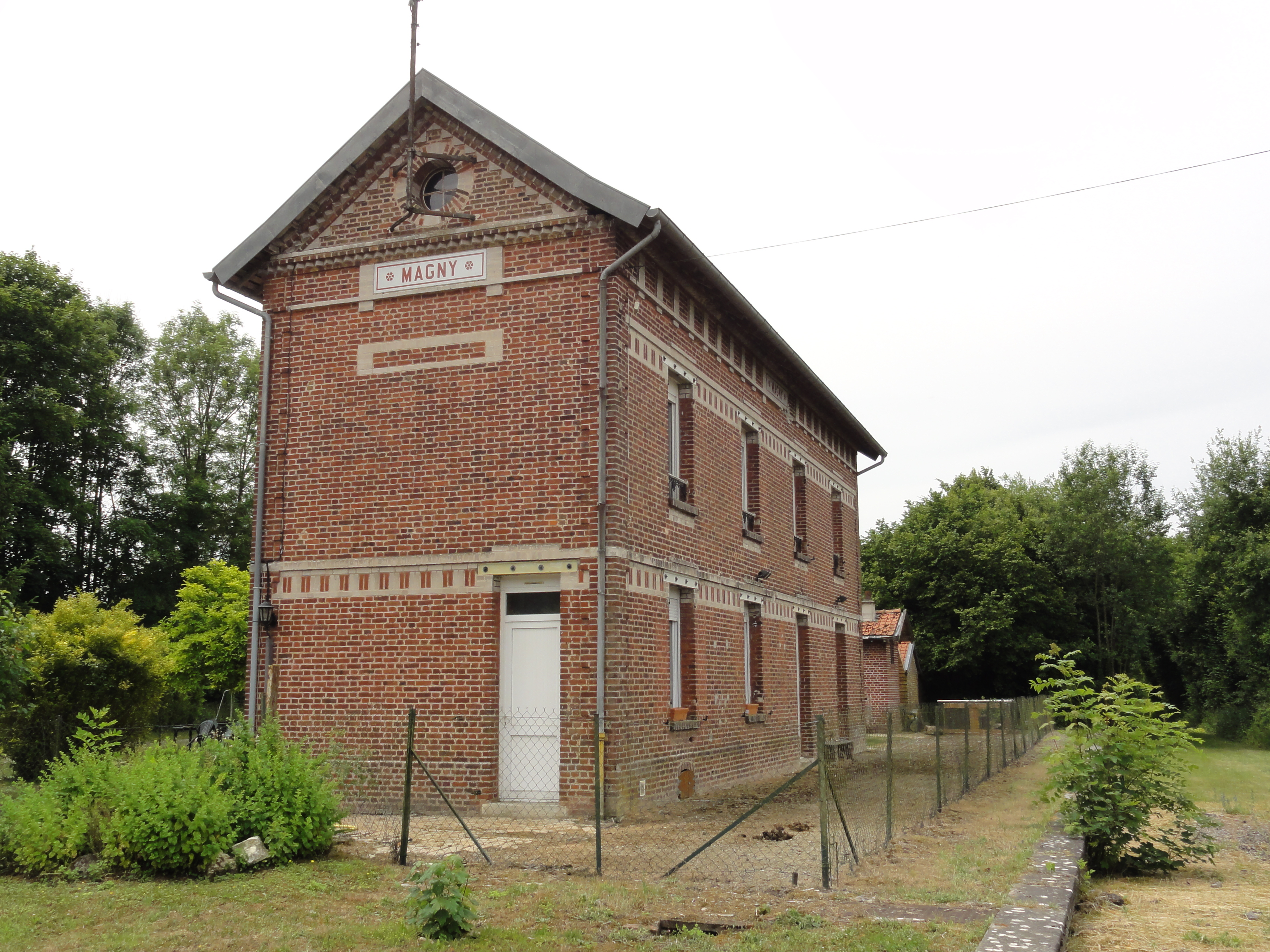
Alter Bahnhof von Magny
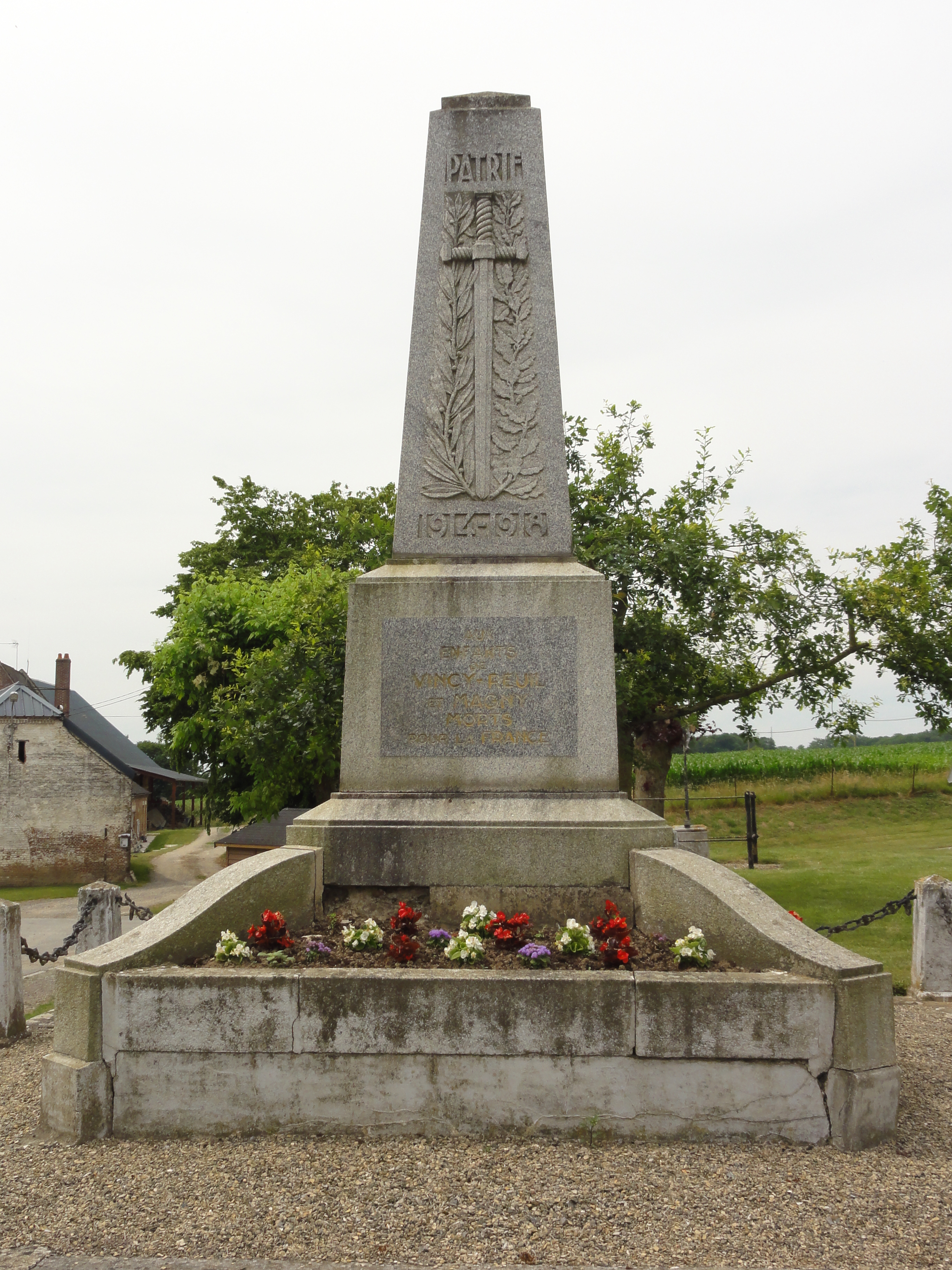
Gefallenendenkmal

- Kirche Saint-Léger
- Alter Bahnhof von Magny
- Gefallenendenkmal